# اندازه‌گیری فشار
اندازه‌گیری فشار (در فیزیک) عبارت است از کمّی‌سازی نیرویی که در واحد سطح توسط یک سیال یا گاز به محیط اطرافش وارد می‌شود. درک فشار در صنایع مختلف و زمینه‌های علمی، بسیار مهم است.

## مبانی فشار

### تعریف:
فشار (P) به عنوان نیروی (F) اعمال شده عمود بر سطح یک جسم، تقسیم بر ناحیه‌ای (A) که نیرو بر روی آن توزیع می‌شود تعریف می‌شود:
{\displaystyle P=F/A}
واحد SI (دستگاه بین‌المللی یکاها) برای فشار، پاسکال (Pa) است، که در آن یک پاسکال برابر است با:
{\displaystyle 1Pa=1N/m^{2}}

### اصل پاسکال:
اصل پاسکال بیان می‌کند که وقتی یک فشار خارجی به یک سیال در یک محیط بسته اعمال می‌شود، تغییر فشار بدون کاهش در سراسر سیال منتقل می‌شود. این اصل زیربنای عملکرد سیستم‌های هیدرولیک و پرس‌های هیدرولیک است.  

## دستگاه‌های اندازه‌گیری فشار

### مانومتر:
مانومترها دستگاه‌های اندازه‌گیری فشار ساده‌ای هستند که از اختلاف ارتفاع ستون‌های سیال در یک لوله U شکل برای تعیین فشار استفاده می‌کنند. انواع متداول آن عبارتند از: مانومتر لوله باز و بارومتر جیوه. 

### بوردون گیج:
گیج‌های بوردون دستگاه‌های مکانیکی هستند که از تغییر شکل یک لوله خمیده برای اندازه‌گیری فشار استفاده می‌کنند. با افزایش فشار، لوله صاف می‌شود و این حرکت به اندازه‌گیری قابل خواندن تبدیل می‌شود.

### ترانسمیترهای فشار:
ترانسمیترهای فشار یا سنسورهای فشار، دستگاه‌های الکترونیکی هستند که فشار را به سیگنال الکتریکی تبدیل می‌کنند. آن‌ها در صنایع مختلف از جمله خودروسازی، هوافضا و فرآیندهای صنعتی کاربرد دارند.  

## واحدهای فشار

### واحدهای متداول:
فشار بر حسب واحدهای مختلفی مانند پوند بر اینچ مربع (psi)، بار (bar) و اتمسفر (atm) بیان می‌شود. این واحدها دیدگاه‌های مختلفی را در مورد اندازه‌گیری فشار ارائه داده و در زمینه‌های مختلف استفاده می‌شوند. 

## کاربردها و کالیبراسیون
اندازه‌گیری فشار در زمینه‌هایی مانند هواشناسی، مهندسی و پزشکی بسیار مهم است. کالیبراسیون دقیق ابزارهای فشار، اندازه‌گیری‌های قابل اعتماد و عملیات ایمن را در صنایع مختلف تضمین می‌کند.